# Iwan Fjodorowitsch Schimkow

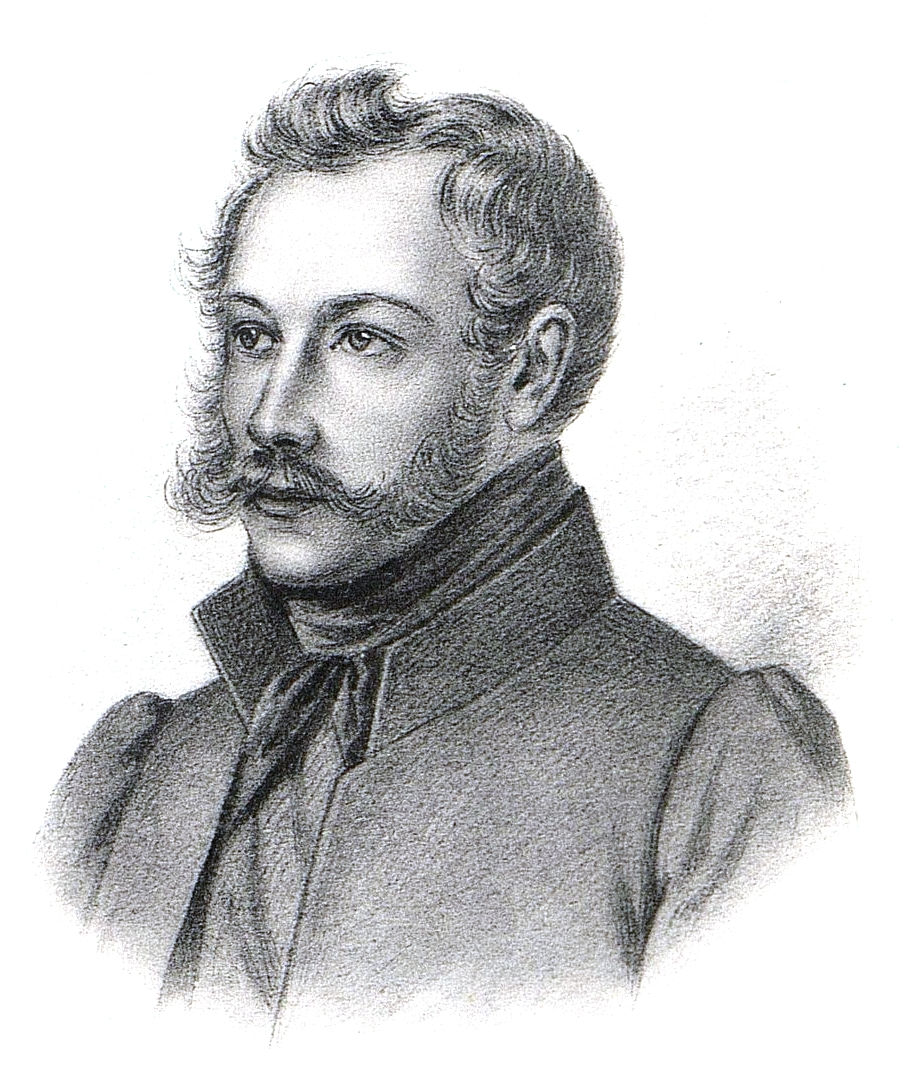
Iwan Schimkow

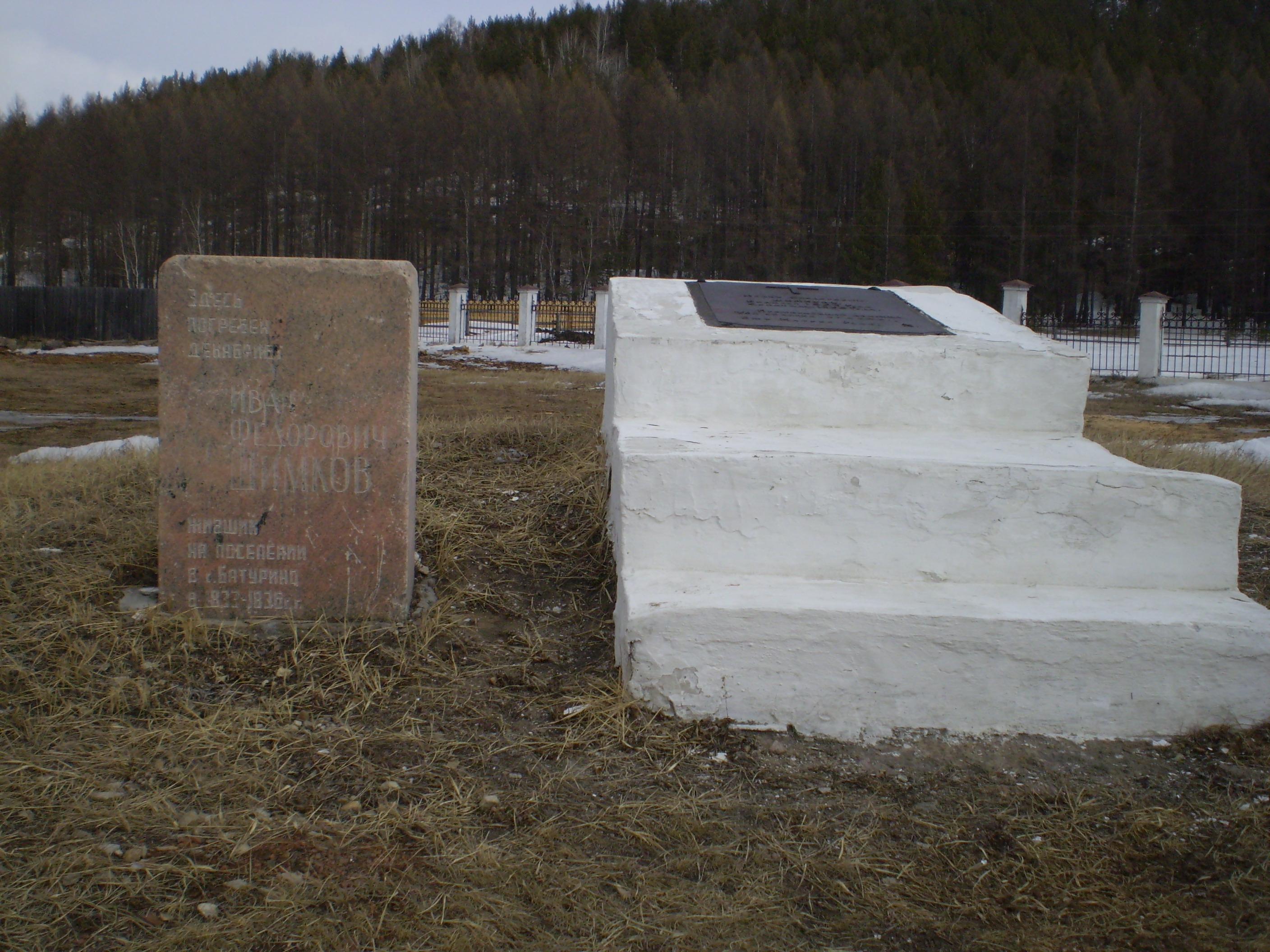
Grab von Iwan Schimkow in Baturino

Iwan Fjodorowitsch Schimkow (russisch Иван Фёдорович Шимков, ukrainisch Іван Федорович Шимков Iwan Fedorowytsch Schymkow; * August 1803 in Michnowka, Gouvernement Poltawa, Russisches Kaiserreich; † 23. August 1836 in Baturino (Батурино), Gouvernement Irkutsk, Russisches Kaiserreich) war ein russischer Dekabrist.

## Leben
Iwan Schimkow kam im heutigen Mychniwka der ukrainische Oblast Poltawa als Sohn adeliger Eltern im August 1803 zur Welt und studierte später an der Universität Charkow. Am 7. Juli 1820 trat er dem Alexopol-Infanterieregiment der russischen Armee bei und am 10. August 1823 erhielt er den Rang eines Praporschtschik im Saratow-Infanterieregiment. Von 1825 an war er Mitglied der illegalen, panslawischen Gesellschaft der vereinten Slawen. Nach dem Dekabristenaufstand verhaftet man ihn am 14. Februar 1826 und verbrachte ihn von Schytomyr nach Sankt Petersburg in die Peter-und-Paul-Festung , wo er am 22. Februar 1826 eingekerkert wurde.
Am 10. Juli 1826 wurde er als Schuldiger der von der Untersuchungskommission festgelegten Kategorie IV. zu 12 Jahren Zwangsarbeit verurteilt, jedoch wurde die Strafe am 22. August 1826 auf 8 Jahre herabgesetzt. Von der Peter-und-Paul-Festung aus trat er am 27. Januar 1827 den Gefangenentransport nach Sibirien an, wo er am 17. März 1827 im Ostrog Tschita (Читинский острог) in Transbaikalien ankam und im September 1830 in die Katorga Petrowski Sawod (Peter-Hütte) verlegt wurde. Nach Verbüßung seiner Strafe am 25. Januar 1833 wurde er im Dorf Baturino im Gouvernement Irkutsk zwangsangesiedelt und war dort in der Landwirtschaft tätig und übersetzte Schriften aus dem französischen. Er beantragte 1834 vergeblich eine Ansiedlung in Minussinsk. Seiner Bitte, Fekla Dementjewna Baturina, die ihm drei Jahre lang bei der Haushaltsführung geholfen hatte, zu heiraten, wurde 1836 entsprochen, jedoch kam es, durch seinen Tod bedingt, nicht mehr zur Hochzeit. Seinem Willen gemäß erhielt die Braut seine gesamte Hinterlassenschaft.
Er wurde am 3. August 1836 auf dem Friedhof der Kirche in Baturino bestattet.